# سفر إستير

خريطة توضح الوضع القانوني لسفر أستير في الكنيسة المسيحية المبكرة

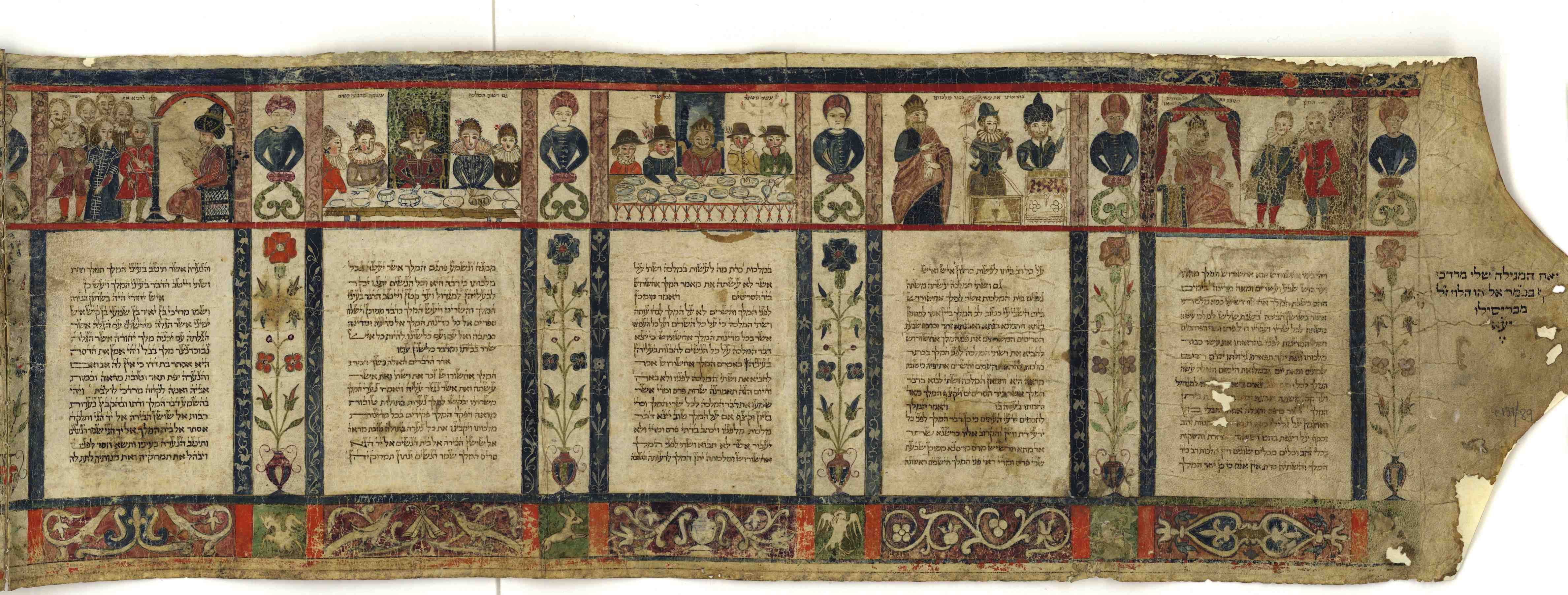

سفر أستير هو سفر من أسفار التناخ والعهد القديم من الكتاب المقدس ويُعد جزءًا من الكتابات المقدسة في اليهودية والمسيحية. وإستير هو السفر السابع عشر من أسفار التوراة بحسب طبعة دار الكتاب المقدس.(البروتستانت) غير أنة يوضع بعد سفر يهوديت بحسب عقيدة الكنيستين الأرثوذكسية والكاثوليكية، فإن الاختلافات في النسخ التي يدرجها الكاثوليك والمسيحيون الأرثوذكس الشرقيون في كتابهم القانوني واضحة تمامًا. ولعل الميزة الأكثر شهرة في سفر أستير بالنسبة لليهود هي غياب الله. لكن في النسختين الكاثوليكية والأرثوذكسية الشرقية، الله موجود في السرد

## ملخص القصة
تدور أحداث القصة في بلاد فارس خلال عهد الملك أحشويروش، المعروف تاريخيًا باسم خشايارشا الأول.
تبدأ القصة بعزل الملك لزوجته وشتي بعد رفضها الامتثال لأوامره، مما يدفعه إلى البحث عن ملكة جديدة. فيتم اختيار أستير، وهي فتاة يهودية يتيمة نشأت تحت رعاية ابن عمها مردخاي، لتصبح الملكة، دون أن تكشف عن أصولها اليهودية.
في الوقت ذاته، يبرز هامان، أحد كبار وزراء الملك، الذي يكنّ عداءً شديدًا لليهود، وخصوصًا لمردخاي، الذي رفض السجود له. نتيجة لذلك، يدبر هامان مؤامرة لإبادة اليهود في الإمبراطورية، ويحصل على موافقة الملك لإصدار مرسوم يقضي بإبادتهم في يوم محدد.
عند معرفة هذا القرار، يحث مردخاي أستير على التدخل لصالح شعبها، فتواجه خطر المثول أمام الملك دون استدعاء، وهو ما قد يعرضها للموت. بشجاعة، تخاطر أستير بحياتها، وتدعو الملك وهامان إلى مأدبة، حيث تكشف خلالها عن أصلها اليهودي وعن مؤامرة هامان ضد شعبها.
يُغضب الملك اكتشاف هذه المكيدة، فيأمر بإعدام هامان على الخشبة التي أعدّها لمردخاي، ويتم منح الأخير مكانة مرموقة في البلاط. كما يصدر الملك مرسومًا جديدًا يسمح لليهود بالدفاع عن أنفسهم ضد أعدائهم، مما يؤدي إلى انتصارهم في اليوم المحدد للهجوم عليهم.
يتم الاحتفال بهذا الحدث سنويًا في عيد المساخر، الذي يُعتبر ذكرى لخلاص اليهود من الإبادة في بلاد فارس.

## الجدال حول سفر أستير
وسفر أستير بحسب طبعة البروتستانت (=طبعة دار الكتاب المقدس) يتكون من عشرة أصحاحات آخرها وهو الأصحاح العاشر يضم ثلاثة أعداد فقط.  غير أنة بإضافة الجزء الذي حذفه البروتستانت منة (=وهو من إستير 10: 4 - أستير 16) يتضح لنا أن السفر مكون من ستة عشر أصحاحًا.  وهذه التتمة تعتقد الكنيستان الأرثوذكسية والكاثوليكية في صحتها وقانونيتها رغم رفض البروتستانت له.  ومن سابق رفض (مارتن  لوثر) زعيم المذهب البروتستانتى السفر ككل في مبدأ الأمر.  وكانت حجته في ذلك أن اسم (الله) لم يذكر مرة واحدة في السفر.  وقد ظل السفر موضع نقاش كثير إلى أن استقر البروتستانت على قبول العشرة أصحاحات الأولى منه.تحتوي النسخة السبعينية على عدة إضافات رئيسية: الصلاة والله. في النسخة السبعينية من سفر إستير، تصلي البطلة إلى الله بعد أن أرسلت رسالة إلى مردخاي بأن يعلن صيام ثلاثة أيام. "وفي اليوم الثالث، لما فرغت من الصلاة، خلعت ثياب الحداد المتضرعة ولبست كامل بهائها. وعندما ظهرت متألقة، دعت الله الذي يسهر على كل الناس ويخلصهم. بالإضافة إلى ذلك، تنص هذه النسخة على أنه قبل أن تقترب من الملك أحشويروش، شعرت أستير بالإغماء من الخوف، ولكن "غير الله قلب الملك"، وبلطفه، دعا أحشويروش أستير للمجيء أمامه. لا يظهر الله كالتدخل العظيم، كما فعل في سفر الخروج، ولكن مجرد ذكر صلاة أستير إلى الله وتغيير الله لقلب أحشويروش يغير بشكل أساسي طبيعة سفر أستير.

## الدقة التاريخية
يندرج السفر تحت فئة أسفار الكتابات، واحدة من ثلاثة أجزاء من الكتب القانونية اليهودية. وفقا لبعض المصادر، فهو ينتمي إلى نوع الرواية التاريخية، وكتب من أجل شرح أصل عيد البوريم اليهودي.
كما أشار عالم الكتاب المقدس مايكل دي كوجان، يحتوي السفر على تفاصيل محددة بشأن بعض المواضيع (على سبيل المثال، الحكم الفارسي) والتي هي غير دقيقة تاريخيا. على سبيل المثال، كوجان يناقش عدم الدقة الواضحة فيما يتعلق بسن ابن عم استير (أو، وفقا لآخرين، عمها) مردخاي. في أستير 2:5-6، إما مردخاي أو جده قيس يتم ذكر أنه قد تم نفيه من أورشليم إلى بابل على يد الملك نبوخذ نصر الثاني في 597 قبل الميلاد: «كَانَ فِي شُوشَنَ الْقَصْرِ رَجُلٌ يَهُودِيٌّ اسْمُهُ مُرْدَخَايُ بْنُ يَائِيرَ بْنِ شَمْعِي بْنِ قَيْسٍ، رَجُلٌ يَمِينِيٌّ، قَدْ سُبِيَ مِنْ أُورُشَلِيمَ مَعَ السَّبْيِ الَّذِي سُبِيَ مَعَ يَكُنْيَا مَلِكِ يَهُوذَا الَّذِي سَبَاهُ نَبُوخَذْنَصَّرُ مَلِكُ بَابِلَ.». إذا كان هذا يشير إلى مردخاي، لكان عليه أن يعيش أكثر من قرن حتى يشهد الأحداث الموصوفة في سفر استير. إلا أن الآية قد يقرأها البعض على أنها لا تشير إلى نفي مردخاي إلى بابل، ولكن أن جده قيس هو الذي تم نفيه.
في مقال لها «سفر أستير والقص القديم»، ناقشت عالمة الكتاب المقدس أديل برلين الأسباب الكامنة وراء القلق العلمي حول تاريخية أستير. الكثير من هذا النقاش يتعلق بأهمية التمييز بين التاريخ والخيال في نصوص الكتاب المقدس، وتقول برلين أنه أيضا من أجل فهم أدق لتاريخ بني إسرائيل. نقلت برلين عن سلسلة من العلماء الذين يشيرون إلى أن مؤلف سفر أستير لم يقصد أن يتم اعتبار الكتاب كتاب تاريخي، ولكن كتبه باعتباره رواية تاريخية. هذا النوع من الروايات القصيرة التي يندرج تحتها سفر استير كان شائعا خلال الفترات الفارسية والهلنستية، وهي الفترات التي نسب العلماء تأليف سفر استير إليها.
على الجانب الآخر، هناك عناصر معينة من سفر استير تعتبر دقيقة تاريخيا. تحدث القصة في سفر استير خلال حكم «أحشويروش»، والذي تم التعرف عليه على أنه الملك الفارسي خشايارشا الأول (حكم 486-465 ق. م). المؤلف أيضا لديه معرفة دقيقة بالعادات الفارسية والقصور. ومع ذلك، وفقا لكوجان فالكثير من المغالطات التاريخية توجد طوال النص، وهو ما يدعم الرأي القائل أن سفر أستير يجب أن يتم قراءته كرواية تاريخية تحكي قصة تصف أحداث تاريخية ولكن ليس بالضرورة حقيقة تاريخية. بينما شكك المدافع المسيحي إدوين ياموتشي في مصداقية المصادر التاريخية الأخرى، مثل هيرودوت والذي تمت المقارنة بينه وبين سفر إستر. وكتب ياموتشي: «[هيرودوت] لم يكن معصوما عن الخطأ».

### الاستشهادات
1. ↑  "Wisdom in the Book of Esther", Vetus Testamentum 13 (1963), p. 453 (at JSTOR, free subscription needed) نسخة محفوظة 05 مارس 2016 على موقع واي باك مشين.
2. ↑  "The Maccabeats – Purim Song". YouTube. مؤرشف من الأصل في 2012-03-28. اطلع عليه بتاريخ 2011-08-09.
3. ↑  "The Internet Antique Shop – The Web's largest antiques & collectibles mall serving collectors since 1995". مؤرشف من الأصل في 2007-10-21.
4. 1 2  "تتمه سفر استير > الأسفار القانونية الثانية". St-Takla.org. مؤرشف من الأصل في 2023-02-06. اطلع عليه بتاريخ 2024-01-22.
5. ↑  "Book of Esther | Summary & Facts | Britannica". www.britannica.com (بالإنجليزية). 29 Nov 2023. Archived from the original on 2023-12-07. Retrieved 2024-01-22.
6. 1 2  "The Three Faces of Esther". مؤرشف من الأصل في 2023-06-18.
7. 1 2 3 4 5 6  كوجان, مايكل ديفيد ، مقدمة موجزة العهد القديم: التوراة العبرية في سياقها (نيويورك: مطبعة جامعة أكسفورد, 2009), 396.
8. 1 2  Sidnie White Crawford, "Esther", in The New Interpreters Study Bible New Revised Standard Version with the Apocrypha, ed. Walter J. Harrison and Donald Senior (Nashville: Abingdon Press, 2003), 689–90
9. ↑  نسخة الملك جيمس الجديدة، ترجمة استير 2:6 نسخة محفوظة 20 فبراير 2019 على موقع واي باك مشين.
10. 1 2  بروملي، جيفري دبليو (ed.), موسوعة الكتاب المقدس القياسية العالمية, المجلد الثاني, 1982, Wm. B. Eerdmans Pub. Co. p. 159 (كتاب أستير) نسخة محفوظة 26 يناير 2020 على موقع واي باك مشين.
11. ↑  Wiersbe, Warren W., Bible Exposition Commentary: Old Testament History, David C Cook, 2004 p. 712
12. 1 2  Adele Berlin, "The Book of Esther and Ancient Storytelling", Journal of Biblical Literature 120, no. 1 (Spring 2001): 3–14
13. ↑  برلين في عام 2001: 6.
14. ↑  Middlemas، Jill (2010). Becking؛ Grabbe (المحررون). Between Evidence and Ideology. Leiden: Brill. ص. 145. مؤرشف من الأصل في 2019-12-08.
15. ↑  The archaeological background of Esther: archaeological backgrounds of the exilic and postexilic era, pt 2". Bibliotheca sacra 137, no. 546 (1980), 102.